# Partia Pracy (Holandia)
Partia Pracy (niderl. Partij van de Arbeid, PvdA) – holenderska partia polityczna, założona w 1946, socjaldemokratyczna. Jedna z gł. partii w parlamencie, kilkakrotnie współrządząca (m.in. 1989–2002 i 2007–2010). Premierzy z PvdA: Willem Drees (1948-1958), Joop den Uyl (1973-1977), Wim Kok (1994-2002). Obecnie liderem partii jest Lilianne Ploumen, zaś przewodniczącą partii jest Nelleke Vedelaar.
Powstała w 1946 roku w wyniku reorganizacji środowisk socjaldemokratycznych, liberalnych i chrześcijańskich (Socjaldemokratycznej Partii Pracy (SDAP), Wolnej Unii Demokratycznej (VDB) i Unii Chrześcijańsko-Demokratycznej (CDU)) tworzących w okresie okupacji niemieckiej wspólny front ruchu oporu.

## Historia

### Geneza
Ruch robotniczy, socjalistyczny jest pod względem historycznym, najstarszym ruchem o charakterze polityczny w Holandii. Pierwsze organizacje społeczno-polityczne o takim profilu powstawały już w pierwszej połowie XIX wieku.
W 1868 roku w Amsterdamie założony został oddział I Międzynarodówki, rok później działał on już jako sekcja organizacji międzynarodowej. Część działaczy robotniczych uznawała związki organizacji z Międzynarodówką a w więc organizacją międzynarodową w sposób negatywny, krytyce poddany został też program sekcji która zakładała przejęcie władzy przez proletariat drogą rewolucji oraz wywłaszczenie. Krytycy sekcji uważali że ruch robotniczy potrzebuje organizacji narodowej, zwolennicy takiej postawy w 1871 roku utworzyli Powszechny Holenderski Związek Pracujących (ANWV), wraz z powstaniem ANWV, zaprzestała działalności holenderska sekcja Międzynarodówki. ANWV oficjalnie nie był partią i nie startował w wyborach.

#### Zrzeszenie Socjaldemokratyczne-Socjaldemokratyczna Partia Robotnicza Holandii
W 1878 roku powstała pierwsza partia ruchu robotniczego w Holandii, Zrzeszenie Socjaldemokratyczne (SDV). Początkowo SDV nie prowadziła działalności poza stolicą. Na jej wzór założony został w 1882 roku ogólnokrajowy Związek Socjaldemokratyczny (SDB).
W 1888 roku pierwszy poseł socjalistyczny zasiadł w II Izbie Stanów Generalnych. SDV dzieliła się na dwie frakcje. Pierwsza z nich pozostawała zwolennikami walki drogą legislacyjną poprzez wzmocnienie reprezentacji robotniczej w parlamencie i walki o rozszerzenie praw wyborczych. Druga z frakcji uważała, że zmiany osiągnięte mogą jedynie poprzez rewolucję, frakcja ta była bardziej liczna. Na zjeździe partii w Groningen w 1893 roku na którym podjęto ze zrezygnowania z metod parlamentarnych na rzecz rewolucyjnych, frakcja reformistyczna reprezentowana przez dwunastu czołowych działaczy partii wydało manifest proklamujący powstanie nowej partii. W sierpniu 1894 roku partia przybrała nazwę Socjaldemokratyczna Partia Robotnicza Holandii (SDAP). Pozostałe grupy które przyjęły kurs rewolucyjny zostały rozwiązane przez rząd lub rozpadły się same, część byłych członków grup rewolucyjnych w 1900 roku wstąpiła do SDAP.
Dyskusja nad poglądami Eduarda Bernsteina znalazła swoje odzwierciedlenie w Holandii. Pisma "De Nieuwe Tijd" a następnie "De Tribune" skupiły wokół siebie działaczy SDAP pozostających w opozycji do reformistycznego kierownictwa partii. Grupa składała się głównie ze znanych intelektualistów, oskarżali oni frakcję parlamentarną partii o odejście od marksizmu i reformizm.
W 1909 roku na zjeździe SDAP w Deventer, kierownictwo podjęło decyzję o zakazaniu wydawania pisma "De Tribuine" a członkom SDAP którzy nie zamierzali się posłuchać uchwały, zagrozili wyrzuceniem z partii. W odpowiedzi na decyzję władz, działacze rewolucyjni utworzyli Socjaldemokratyczną Partię Holandii która w kwietniu 1918 roku przemianowała się na Komunistyczną Partię Holandii.
Do końca XIX wieku katoliccy holenderscy nie mieli praw wyborczych, gdy nadano im te prawa a w 1904 roku powstała Katolicka Partia Ludowa, dużą część katolików zarzucała Partii Ludowej zbytnie powiązania z klerem katolickim, dlatego też dużą częścią elektoratu SDAP stali się katolicy. Duży napływ środowisk katolickich do partii przyspieszył tendencje reformistyczne wewnątrz partii.
W latach 30. na łamach SDAP doszło do kolejnego rozłamu w tym przypadku chodziło o sposób rozwiązania kryzysu gospodarczego lat 1929-1935. Frakcje rewolucyjne uważały, że kryzys może spowodować rewolucję która obali system kapitalistyczny, frakcje takie chciały aby kierownictwo SDAP nawiązało współpracę z partią komunistyczną, poza Holandią, frakcja nawiązywała kontakty z ruchami trockistowskimi. Ta tendencja nie znalazła poparcia w kierownictwie SDAP, po zjeździe z 1931 roku, frakcja rewolucyjna wystąpiła z partii i utworzyła odrębną, Niezależną Partię Socjalistyczną. Pozostawała ona jednak na uboczu sceny politycznej. W 1935 roku powstała Rewolucyjna Socjalistyczna Partia Robotnicza, także i ta formacje nie zdobyła szerszych wpływów.
W 20-leciu międzywojennym SDAP zwiększyła swoje wpływy, w 1937 roku zdobyła 23 mandaty na 100 mandatów ogółem. Przed wybuchu II wojny światowej na partię swój głos oddawała większość klasy robotniczej i urzędników. W 1936 roku uchwalono bardziej reformistyczny program partii który miał być skierowany nie tylko dla robotników lecz do całego społeczeństwa Holandii.
W okresie okupacji hitlerowskie, socjaldemokraci odmówili współdziałania z partią komunistyczną która była jedną z głównych organizacji tworzących ruch oporu. Nawiązali zaś współpracę z antyfaszystami z partii katolickiej, liberalnej oraz protestanckiej. 9 lutego 1946 roku powołaną partię pod nazwą Partia Pracy, była to kontynuatorka SDAP.

### Partia Pracy na scenie politycznej powojennej Holandii
Partia Pracy została założona w dniu 9 lutego 1946 jako kontynuacja przedwojennej Socjaldemokratycznej Partii Pracy (SDAP), Wolnej Unii Demokratycznej (VDB) i Unii Chrześcijańsko-Demokratycznej (CDU). Nowa partia miała nawiązywać do tradycji politycznej z okresu II wojny światowej, kiedy to socjaldemokraci, liberałowie i chadecy nie konkurowali ze sobą tylko wspólnie walczyli z hitlerowskim okupantem. Część działaczy przedwojennej SDAP nie była zadowolona z aliansu z liberałami, z tego powodu 11 maja 1946 roku, założyli Oude SDAP (OSDAP), który jednak rozpadł się już na początku lat 50. W praktyce wielu byłych członków VDB opuściło Partię Pracy, po powstaniu w 1948 roku Partii Liberalnej.
Partia Pracy przyjęła program który deklarował, że Partia Pracy nie jest partią marksistowską lecz "postępową partią całego narodu", oznaczało to tym samym zrezygnowanie z klasowego charakteru partii na rzecz charakteru ogólnonarodowego. W tym okresie większość krajowych partii reprezentowała interesy jednej z klas społecznych bądź jednej z grup religijnych. Partia postawiła sobie za cel zbudowanie "socjalizmu personalnego" co zapewnić miało obywatelowi "pełną samodzielność i odpowiedzialność". Partia wprowadziła postulat uspołecznienia podstawowych środków produkcji. W polityce zagranicznej zadeklarowała chęć umacniania NATO a w warunkach zimnowojennych większość wewnątrzpartyjna prezentowała antykomunizm. Liderem Partii został Willem Drees, jeden z uczestników ruchu oporu i więzień nazistowskiego obozu koncentracyjnego. W latach 1948-1958, Drees sprawował urząd premiera. W wyborach do parlamentu z 1946 roku PvdA zdobyła 28,3% poparcia stając się drugą partią zaraz po Katolickiej Partii Ludowej. W 1956 roku uzyskała już 32,8% poparcia.
Od lat 50. pozycja partii nieco osłabła. W 1959 roku partia uzyskała 30,3% co oznaczało spadek o 2,4% w porównaniu z poprzednimi wyborami. W 1959 roku partia przeszła do opozycji. Na łonie Międzynarodówki Socjalistycznej, Partia Pracy uważana była raczej za partię prawicową. Jednym z powodów osłabienia partii były wewnętrzne tarcia. Koalicja uniemożliwiła spełnienia postulatów PvdA takich jak uspołecznienie czy nadanie niepodległości koloniom. W lutym 1955 roku zarysowała się grupa wewnątrz PvdA pod nazwą Centrum Socjaldemokratyczne, opowiadała się ona przeciwko rządowi z partiami prawicowymi. Zmieniała się też sytuacja Holandii, coraz więcej Holendrów domagać się zaczęło zakończenia kolonializmu i okupacji Indonezji, pod 1945 roku narodził się nowy proletariat, był on rzecznikiem nowych kierunków partii.
W pierwszej połowie lat 60. narodziła się wewnątrzpartyjna Nowa Lewica. Przedstawiciele frakcji uważali że PvdA nie powinna wchodzić w koalicje z prawicą a w czasie rządów demokratyzować zarządzanie firmami, zmniejszać dysproporcje w płacach oraz dochodach i walczyć o sprawiedliwy podział dochodu narodowego. W polityce zagranicznej Nowa lewica domagała się wystąpienia Holandii z NATO, popierała Wietnamczyków walczących z interwencją Stanów Zjednoczonych, domagała się oficjalnego uznania Niemieckiej Republiki Demokratycznej (uznawano jedynie RFN).
Dużym sukcesem dla Nowej Lewicy było zwycięstwo na zjeździe z listopada 1967 roku, wówczas laburzystom udało się wprowadzić do 21-osobowego kierownictwa aż siedmiu zwolenników frakcji. W marcu 1969 roku na zjeździe partii uchwalono konieczność uznania NRD oraz zrezygnowano z koalicji wyborczej z partią katolicką. Nowej Lewicy nie udało się przegłosować uchwały o wystąpieniu Holandii z NATO. Prawica partii niezadowolona z rosnących wpływów Nowej Lewicy pozostawać w wyraźnej opozycji do nowych tendencji. Gdy w czerwcu 1968 roku powstała tzw. Nowa Prawica przemianowana w listopadzie na Apel Demokratyczny, z ruchu wyłoniła się partia DS-70. Różniła się ona od Partii Pracy; nie podkreślała ona potrzeby nacjonalizacji czy uspołecznienia oraz opowiadała się za współpraca z partiami religijnymi.
Z czasem stanowiska Nowej Lewicy zaakceptowała większość partii. W 1972 roku Partia uzyskała 27,4% zwiększając swoje poparcie, weszła do koalicji z częścią partii religijnych, w kolejnych wyborach w maju 1977 osiągnęła najwyższy w historii wynik 33,8% poparcia co było wynikiem lepszym od bloku wyborczego trzej partii religijnych które uzyskały 31,9%. Premier z ramienia lewicy, Joop den Uyl po kilkumiesięcznych rozmowach zrezygnował z utworzenia rządu a partia wycofała się z utworzenia koalicji z partiami wyznaniowymi. Główną przyczyną konfliktu na linii Partia Pracy-partie wyznaniowe było żądanie opodatkowania większych firm i przeznaczenie tych dochodów na inwestycje związkowe. W rezultacie w listopadzie 1977 roku powstał rządy centroprawicowy do którego weszli ministrowie z partii katolickiej, kalwińskiej (Partia Antyrewolucyjna) oraz luterańskiej (Unia Chrześcijańsko-Historyczna) do rządu weszli też liberałowie z Partii Ludowej na Rzecz Wolności i demokracji. Okres rządów lewicy sprzed 1977 roku przypadł na okres światowego kryzysu naftowego a w jego trakcie państwa arabskie nałożyły na Holandię embargo naftowe, mimo napiętej sytuacji rządowi udało się utrzymać stabilność gospodarczą i zahamować bezrobocie, wdrażała dość lewicowe reformy i walczyła z koncernami naftowymi (Holandia jest siedzibą koncernu Shell). Po wyborach z 1981 roku ponownie powstał rządy z udziałem PvdA który lewica utworzyła wraz z religijną centroprawicą, były to jednak krótkotrwałe rządy. Do roku 1989, Partia Pracy nie była już częścią koalicji rządowej. W 1986 Joop den Uyl został zastąpiony przez Wim Koka na stanowisku lidera partii.
Od lat 70. ściśle współpracuje z zielonymi z Politieke Partij Radikalenstopniowego i centrolewicową D66. Współpraca stała się podstawą do wspólnego startu w wyborach 1972 roku.

### Współcześnie
Po wyborach we wrześniu 1989 roku, Partia Pracy przystąpiła do tworzenia rządu. W wyborach parlamentarnych w 1994, PvDA poniosła klęskę. Partia przyjęła społeczno-liberalny kurs znany w świecie jako trzecia droga, który został następnie użyty przez Tony'ego Blaira w Wielkiej Brytanii i Billa Clintona w Stanach Zjednoczonych. Pod dalszymi rządami PvDA zalegalizowano eutanazję i związki homoseksualne. Szybki wzrost antyimigranckiego i populistycznego ruchu Pima Fortuyna doprowadził do największej klęski wyborczej w historii Partii Pracy - partia zdobyła jedynie 23 mandaty. W listopadzie 2002 nowym szefem partii został Wouter Bos. W wyborach z 22 stycznia 2003, Partia Pracy zwiększyła swój udział w parlamencie do 42 miejsc, stając się przy tym drugą pod względem wielkości partią w parlamencie. Partia Pracy ponownie stanowiła siłę opozycyjną. Straty dla PvDA były powodowane między innymi wzrostem poparcia dla Partii Socjalistycznej, która była nieprzychylna liberalnym gospodarczo tendencjom Partii Pracy. W wyborach parlamentarnych w 2006 zdobyła 21.2% poparcia i 33 mandaty. Partia uczestniczyła w koalicji z CDA oraz ChristenUnie.
Przed wyborami do Parlamentu Europejskiego w 2009, Thijs Berman został wybrany przewodniczącym partii. Partia zdobyła 12,1% głosów, zdobywając 3 mandaty w Parlamencie Europejskim. 20 lutego laburzyści opuścili rząd, przyczyniając się do przedterminowych wyborów. W przedterminowych wyborach w 2010 roku laburzyści zdobyli 30 miejsc (19,6% poparcia).

#### Polityka zagraniczna
W okresie zimnej wojny nawoływała do obrony pokoju i odprężenia kontaktów między zachodem a wschodem. Zjazd PvdA z kwietnia 1975 roku uchwalił Pokój i bezpieczeństwo PvdA przedstawiła w nim wizję włączenia NATO do polityki odprężenia poprzez m.in. zobowiązania o nieużyciu broni atomowej. Partia Pracy zapowiedziała, że w przypadku niespełnienia żądań Holandia powinna opuścić NATO. W rezolucji postulowała również rozwiązanie NATO i UW w zamian powstać miał europejski system bezpieczeństwa zbiorowego który objąłby też kraje neutralne. Zdaniem partii do wyjścia z NATO powinno też dojść gdy dojdzie do sojuszu atomowego Niemiec Zachodnich i Francji. Motywem takiej polityki jest uniemożliwienie Niemcom dostępu do broni jądrowej. Socjaldemokraci występują przeciw broni atomowej i jej rozprzestrzenianiu np. w 1979 roku PvdA wypowiedziała się przeciw rozmieszczeniu broni rakietowej USA i NATO na terenie Europy zachodniej. Doszło do protestów organizowanych przez partię. Protesty zmusiły parlament do wycofania się ze zgody na instalacje broni amerykańskiej na terenie Holandii. Z inicjatywy Partii Pracy odbyły się dwie konferencje partii socjaldemokratycznych Europy, wszystkie dotyczył bezpieczeństwa i pokoju. Pierwsza odbyła się w listopadzie 1976 roku a druga współorganizowana przez Międzynarodówkę w kwietniu 1977.
Dużą część działalności PvdA stanowiły zagadnienia związane z Trzecim Światem. Socjaldemokraci popierali pomoc ekonomiczną i polityczną ruchów narodowowyzwoleńczych i trzecioświatowych. Partia nawiązała oficjalne kontakty ze SWAPO walczącą o niepodległość Namibii i Frontem Polisario z Sahary Zachodniej jej rezolucje poparły też prezydenta Chile Salvadora Allende.
Jako jedyna partia oprócz KPH utrzymywała oficjalne kontakty z partiami i organizacjami z państw bloku wschodniego. Działacze PvdA na zaproszenie Niemieckiej Socjalistycznej Partii Jedności wzięła udział w spotkaniu w Berlinie. Na zaproszenie Socjalistycznego Związku Ludu Pracującego Jugosławii złożyła wizytę w Belgradzie, do Rumunii delegacja partii przyjechała na zaproszenie Rumuńskiej Partii Komunistycznej a do stolicy Związku Radzieckiego na zaproszenie Komitetu Bezpieczeństwa Europejskiego. W programie sprzed wyborów z 1977 roku PvdA zapowiedziała nawiązanie kontaktów z organizacjami z krajów socjalistycznych traktując taką politykę jako jeden z elementów poprawy stosunków między zachodem a wschodem.

## Program
Partia określa się jako demokratycznosocjalistyczna. Od 1974 roku trwały dyskusje nad przyjęciem nowego programu partii, stało się to na zjeździe socjaldemokracji z października 1977 rok. Nowy program mówił o tym że wolny rynek zlikwidowany został przez koncerny międzynarodowe które dyktują ceny i przyczyniają się do inflacji. Zgodnie z programem na świecie powstał nowy system kolonialny który pogłębia nierównomierności podziału źródeł surowców oraz energii. Według wizji socjaldemokratów w wyniku wzrostu gospodarczego uzależnionego od konsumpcji powstały nowe grupy społeczne; drobni kupcy i rolnicy należący do grup o najniższych dochodach czy drobni przedsiębiorcy uzależnieni od międzynarodowych koncernów. Demokratyczny socjalizm w wydaniu laburzystów zmierzać ma do tego że władza ekonomiczna nie będzie się skupiać w rękach nielicznych lecz większości społeczeństwa.
Niemniej jednak współcześnie partia zajmuje stanowisko trzeciej drogi.
W polityce międzynarodowej za główny powód wojen na świecie uważa podział świata na państwa biedne i bogate, jako przykład takiego konfliktu podaje inwazję amerykańską na Wietnam. Zdaniem partii środki militarne nie są potrzebne do ochrony społeczeństwa zamiast tego są to działania polityczne i gospodarcze. Partia uważa, że nowy porządek międzynarodowy obejmować powinien; zniesienie dysproporcji między państwami biednymi i bogatymi; poszanowanie praw obywatelskich, ekonomicznych i społecznych we wszystkich państwach; likwidacja form kolonializmu, dyktatury, rasizmu, dyskryminacji oraz wyzysku; utworzenie stabilnego pokoju oparte nie na militariach lecz na zaufaniu i rozbrojeniu; rozszerzenie odprężenia międzypaństwowego. Partia w okresie zimnej wojny domagała się umocnienia roli Organizacji Narodów Zjednoczonych i likwidacji bloków militarnych w szczególności NATO i Układu Warszawskiego oraz zwiększenia aktywności Holandii w Europejskiej Wspólnocie Gospodarczej. Partia domaga się zakazu użycia broni chemicznej i biologicznej, ukierunkowania państw europejskich na rozwój o charakterze socjalistycznym, ograniczenia władz koncernów międzynarodowych i pomocy Trzeciemu Światu.
Dużą rolę wyznacza Międzynarodówce Socjalistycznej. Zdaniem partii organ ten powinien opracować nowy system ekonomicznych i politycznych stosunków międzypaństwowych. Wzywa do umocnienia Międzynarodówki i zaciśnięcia stosunków między poszczególnymi partiami bloku w szczególności w Europie zachodniej.

## Struktura
W 1976 roku partia liczyła 105 tysięcy osób. Na obszarze Holandii działa 700 organizacji terenowych laburzystów, są to grupy oddziałowe i federacje gminne. Mają one własne kierownictwo i wysuwają kandydatów w wyborach do rad gminnych i miejskich, przedstawiciele lokalnych struktur wybierają kandydatów na zjazdy partii oraz na posłów. Podstawową strukturą organizacyjną jest grupa oddziałowa. Jeśli w jednej gminie działa więcej niż grupa to tworzą one federację. Oprócz federacji gminnych statut partii pozwala na tworzenie jeszcze mniejszych federacji pod nazwą streek tak więc przykładowo w regionie Waterlandu miejscowi socjaldemokraci założyli federację występującą przeciwko zbytniej urbanizacji. Decyzje liderów partii mogą być odrzucone przez lokalną organizację terenową lub poddane dyskusji. Lokalne organizacje zapraszają na swoje zebrania np. posłów i innych wysokich przedstawicieli partii. Organizacje partyjne na szczeblu gewest powołują komórki terenowe na obszarze okręgu wyborczego, ustalają kto wystartuje do rady prowincji i kto będzie startował na posła do zarówno pierwszej i drugiej Izby Parlamentu.
Organem wyższych od komórek regionalnych jest Rada Partyjna, w jej skład wchodzą delegaci wybrani ze wszystkich organizacji na stopniu gewest. Rada zgodnie ze statusem partii powinna się zwoływać co najmniej raz w roku w praktyce rada zwołuje się w czerwcu oraz we wrześniu. Zarząd Partii Pracy zwołuje Radę Partyjną która zajmuje się najważniejszymi sprawami organizacyjnymi i politycznymi, niekiedy fakcja parlamentarna laburzystów konsultuje swoje decyzje z Radą. Organizacje gewest do Rady Partyjnej delegują pięciu swoich działaczy. W przypadku większych gewest liczba przedstawicieli może być zwiększona nawet do 25. W Radzie uczestniczą przedstawiciele organizacji młodzieżowych i kobiecych.
Najważniejszym organem partii jest Zjazd, jest on zwoływany raz na dwa lata. Organizacje terenowe wybierają jednego delegata na 300 działaczy partii. Zjazd powołuję Zarząd partii liczący 20 członków (do kierownictwa partii zasiada też lider frakcji parlamentarnej w drugiej Izbie Parlamentarnej). Z Partią Pracy powiązane są; licząca 250 oddziałów organizacja Czerwone Kobiety, Federacja Grup Młodzieżowych, Fundacja Eerta Vermeera (zajmuje się problemami państw rozwijających się i pomocą dla nich), Fundacja Wychowania Obywatelskiego i instytut Fundacji Wiardi Backmanna o profilu naukowo-badawczym, wydaje on m.in. miesięcznik "Socialisme en democratie".
Działacze partii powołali organizację Ombudswerk, zajmuje się ona problemami społecznymi, w całym kraju w latach 80. należało do niej 500 działaczy. Ombudswerk udziela pomocy i porad prawnych osobom starszym w kontaktach z właścicielami mieszkań (porady lokatorskie) czy urzędami. Działacze organizacji reprezentują mieszkańców swojego terenu przed władzami administracyjnymi. Ponadto zajmują się m.in. ochroną środowiska. Działacze Ombudswerk mają prawo wysyłać pytania do posłów.
Partia nie dysponuje własnym organem codziennym, jej organem jest wydawany od 1974 roku miesięcznik pod nazwą "Roos in de Vuist".

## Poparcie w wyborach

### Wybory doIzby Reprezentantów
| Wybory | Lider listy      | Wyniki    | Wyniki     | Mandaty | +/−  | Rząd                        |
| Wybory | Lider listy      | Głosy     | %          | Mandaty | +/−  | Rząd                        |
| ------ | ---------------- | --------- | ---------- | ------- | ---- | --------------------------- |
| 1946   | Willem Drees     | 1 347 940 | 28,31 (#2) | 29/100  | Nowa | Koalicja rządząca           |
| 1948   | Willem Drees     | 1 262 888 | 25,61 (#2) | 27/100  | 2    | Koalicja rządząca           |
| 1948   | Willem Drees     | 1 262 888 | 25,61 (#2) | 27/100  | 2    | Koalicja rządząca (od 1951) |
| 1952   | Willem Drees     | 1 545 844 | 28,97 (#1) | 30/100  | 3    | Koalicja rządząca           |
| 1956   | Willem Drees     | 1 872 201 | 32,69 (#1) | 50/150  | 20   | Koalicja rządząca           |
| 1956   | Willem Drees     | 1 872 201 | 32,69 (#1) | 50/150  | 20   | Opozycja (od 1958)          |
| 1959   | Jaap Burger      | 1 821 285 | 30,36 (#2) | 48/150  | 2    | Opozycja                    |
| 1963   | Anne Vondeling   | 1 753 025 | 28,01 (#2) | 43/150  | 5    | Opozycja                    |
| 1963   | Anne Vondeling   | 1 753 025 | 28,01 (#2) | 43/150  | 5    | Koalicja rządząca (od 1965) |
| 1963   | Anne Vondeling   | 1 753 025 | 28,01 (#2) | 43/150  | 5    | Opozycja (od 1966)          |
| 1967   | Joop den Uyl     | 1 620 447 | 23,55 (#2) | 37/150  | 6    | Opozycja                    |
| 1971   | Joop den Uyl     | 1 554 733 | 24,60 (#1) | 39/150  | 2    | Opozycja                    |
| 1972   | Joop den Uyl     | 2 021 454 | 27,34 (#1) | 43/150  | 4    | Koalicja rządząca           |
| 1977   | Joop den Uyl     | 2 813 793 | 33,83 (#1) | 53/150  | 10   | Opozycja                    |
| 1981   | Joop den Uyl     | 2 458 452 | 28,29 (#2) | 44/150  | 9    | Koalicja rządząca           |
| 1982   | Joop den Uyl     | 2 503 517 | 30,40 (#1) | 47/150  | 3    | Opozycja                    |
| 1986   | Joop den Uyl     | 3 051 678 | 33,23 (#2) | 52/150  | 5    | Opozycja                    |
| 1989   | Wim Kok          | 2 832 739 | 31,91 (#2) | 49/150  | 3    | Koalicja rządząca           |
| 1994   | Wim Kok          | 2 153 135 | 23,97 (#1) | 37/150  | 12   | Koalicja rządząca           |
| 1998   | Wim Kok          | 2 494 555 | 28,98 (#1) | 45/150  | 8    | Koalicja rządząca           |
| 2002   | Ad Melkert       | 1 436 023 | 15,11 (#4) | 23/150  | 22   | Opozycja                    |
| 2003   | Wouter Bos       | 2 631 363 | 27,26 (#2) | 42/150  | 19   | Opozycja                    |
| 2006   | Wouter Bos       | 2 085 077 | 21,19 (#2) | 33/150  | 9    | Koalicja rządząca           |
| 2006   | Wouter Bos       | 2 085 077 | 21,19 (#2) | 33/150  | 9    | Opozycja (od 2010)          |
| 2010   | Job Cohen        | 1 848 805 | 19,63 (#2) | 30/150  | 3    | Opozycja                    |
| 2012   | Diederik Samsom  | 2 340 750 | 24,84 (#2) | 38/150  | 8    | Koalicja rządząca           |
| 2017   | Lodewijk Asscher | 599 699   | 5,70 (#7)  | 9/150   | 29   | Opozycja                    |
| 2021   | Lilianne Ploumen | 595 799   | 5,73 (#6)  | 9/150   | 0    | Opozycja                    |
| 2023a  | Frans Timmermans | 1 643 073 | 15,8 (#2)  | 12/150  | 3    | Opozycja                    |

a. Wspólny start w wyborach z Zieloną Lewicą, w ramach którego koalicji udało się zdobyć w sumie 25 mandatów.